# Церклас де Тилли, Альбер-Октав
Князь Альбер-Октав Церклас де Тилли (фр. Albert-Octave t'Serclaes de Tilly; 22 декабря 1646, Брюссель — 3 сентября 1715, Барселона) — испанский генерал.

## Происхождение
Происходил из брюссельского семейства Церклас де Тилли. Третий сын имперского графа Иоганна Вернера Церкласа де Тилли, наследственного сенешаля графства Намюрского, и Мари-Франсуазы де Монморанси-Робек, внучатый племянник генералиссимуса Католической лиги графа Жана Церкласа де Тилли, внук князя Жана де Монморанси-Робека. Его бабка Доротея Остфрисландская была правнучкой императора Максимилиана I.
Граф Церклас (с 22 декабря 1693 князь) и Священной Римской империи, сеньор де Тилли, Оллер, Босьер, Монтиньи, Нёвиль, Прель, и прочее.

## Начало карьеры
Поступил волонтером в подразделение пикинёров, после нескольких лет службы в 1665 году получил роту в нижненемецком пехотном полку, с согласия властей тайно набранном в Испанских Нидерландах полковником Дени де Л'Эспином, сеньором де Сент-Уаном, на службу мюнстерскому князю-епископу Кристофу Бернхарду фон Галену, начавшему войну с Соединенными провинциями. Осенью и зимой проделал с этим полком кампанию в Гелдерне, Дренте, Гронингене и Фрисландии.
После заключения Клевского мира 18 апреля 1666 полк 30 мая перешёл на службу в армию Карла II и участвовал в неудачной для испанцев кампании 1667 года. 4 мая 1670 Церклас был произведен в подполковники, минуя чин майор-сержанта. 4 декабря 1674 по личным обстоятельствам отказался от должности и командования ротой в полку, к тому времени перешедшему к маркизу де Леде, и 18 сентября 1675 был назначен кампмейстером валлонского пехотного терсио и капитаном роты покойного маркиза де Вестерло.
С этим терсио, стоявшим гарнизоном в Камбре, оборонял крепость в ходе кампании 1676 года и внес вклад в разгром под Тён-Л'Эвеком французской кавалерии барона де Кенсе. В 1678 году участвовал в обороне Ипра, осажденного 18 марта лично Людовиком XIV. Гарнизон, состоявший всего из 2200 человек, выдержал пять штурмов и обстрел, в ходе которого противник выпустил 15 тысяч ядер, и сдался на почетную капитуляцию 25-го, уйдя в Брюгге с четырьмя пушками и мортирой.
В конце 1682 года был переведен в состав люксембургского гарнизона, участвовал в обороне города, сдавшегося маршалу Креки в декабре 1684 после пяти суток бомбардировки, и был ранен при взрыве бомбы.
4 мая 1685 был произведен в батальные генерал-сержанты (генерал-майор), затем стал палатным дворянином короля Испании и членом его Военного совета.

## Война Аугсбургской лиги
10 мая 1689, после начала войны Аугсбургской лиги, получил от короля особое распоряжение «командовать в городе Намюре в случае смерти, ранения, болезни или иной помехи для губернатора и верховного бальи страны и графства Намюра князя Барбансона, рыцаря Золотого руна, генерал-кампмейстера армий короля». Уже в июле распоряжением штатгальтера Нидерландов был формально переведен на службу в армию князя-епископа Льежского Иоганна Людвига ван Элдерена, союзника испанцев. 10 июля был назначен льежским главнокомандующим, 15-го дополнительно получил должности командира кавалерийского и пехотного полков (последний в 1692 году сменил на полк княжеской гвардии), а в апреле 1690 роту конной охраны. 27 августа 1689 получил статус льежского горожанина и в мае 1690 был принят в дворянское сословие княжества.
До 21 октября 1689 занимался подготовкой новобранцев в учебном лагере во Флемале, затем войска, усиленные частями из маастрихтского гарнизона, вошли в княжество Ставло-Мальмеди, объявившее себя союзником Франции, и принудили его подчиниться императору. После этого Церклас с двухтысячным отрядом вернулся в Льеж, а генерал-лейтенант граф де Ланнуа был послан организовать оборону Юи.
Кампания 1690 года началась только в конце мая. Церклас выступил из Флемальского лагеря к Юи, в то время, как испано-голландская армия, усиленная льежской кавалерией, продвигалась к Самбре. После поражения союзников под Флёрюсом он снял лагерь и отступил к Брюсселю, 22 июля соединившись с войсками князя Вальдека. Поскольку французы не стали развивать успех, Тилли 16 августа вернулся в Юи и вошёл в состав небольшого корпуса, наблюдавшего движение войск Буфлера и Тессе в Люксембурге и прикрывавшего Льеж и соседние нидерландские территории. Зимой активность французов вынудила разместить часть льежских войск у Сен-Трона, где их неоднократно поднимали по тревоге.
14 марта 1691 армия Людовика XIV подошла к Монсу. Церклас с кавалерией и частью пехоты присоединился к союзной армии Вальдека и Вильгельма Оранского, стоявшей лагерем у Синт-Питерс-Леува под Брюсселем. Союзники не смогли деблокировать Монс, сдавшийся французам 8 апреля, и английский король отослал Тилли обратно в Льежскую область. Его войска, усиленные частями союзников, заняли позиции за Уртом.
В июне руководил обороной Льежа, который Буфлер подверг бомбардировке.

### Кампания 1692 года
Зимой Церклас с помощью голландцев готовил Юи к осаде. В мае 1692 года он был усилен частью кавалерии из состава намюрского гарнизона и должен был у Намюра соединиться с фельдмаршалом бароном Флеммингом, выступить против Буфлера и навязать ему сражение. Этим планам помешала осада Намюра войсками Людовика XIV. 5 июня Церклас и Флемминг соединились в лагере у Мелдерта с силами Вильгельма Оранского, выступившего против маршала Люксембурга, прикрывавшего осаду. 30 июня капитулировала намюрская цитадель и 6 июля Церклас и Флемминг были посланы прикрывать Льежскую область, оказавшуюся под ударом после падения Намюра. Они расположились лагерем на правом берегу Мааса между Шартрёзой и Уртом, наблюдая на расстоянии скопление французских войск вокруг Рошфора. 23 августа льежско-бранденбургские войска снялись с лагеря, переправились через Урт и Маас и подошли к аббатству Валь-Нотр-Дам и Винальмону в окрестностях Юи, в то время как пфальцские и кельнские войска прибыли для прикрытия южных районов княжества.
В конце сентября Церклас столкнулся с Буфлером, войска которого вернулись в Люксембург из опустошительного набега на Западную Фландрию, затем перешли в Намюр и угрожали Юи, а потом отправились грабить Эсбе. Две с половиной тысячи всадников, посланные Церкласом в погоню, не смогли догнать французский арьергард, и единственное, чего достиг льежский командующий, это прекращения бомбардировки Шарлеруа, от которого Буфлеру пришлось отступить из-за приближения баварской армии, шедшей на усиление Флемминга, и выдвинувшей кавалерию к Флёрюсу, и марша Церкласа на Перве и Жодуань. 5 ноября войска были распущены на зимние квартиры.

### Кампания 1693 года
В июне 1693 маршал Люксембург обложил Юи, намереваясь затем штурмовать линии, возведенные вокруг Льежа осенью 1692 — весной 1693 Менно ван Кухорном, командовавшим голландским гарнизоном города. После сдачи Юи Вильгельм Оранский направил на помощь Церкласу, оборонявшему льежские линии, десять бранденбургских батальонов. Люксембург воспользовался ослаблением союзной армии и нанес ей поражение при Неервиндене, а Церкласа упрекали в бездействии, поскольку он не помешал люксембургскому губернатору Анри д'Аркуру прийти на помощь Люксембургу и Вильруа, не атаковал его лагерь у Винальмона, и не вышел с частью пехоты и всей конницей из линий, чтобы взять французов с тыла, на чем настаивал Кухорн. Тилли оправдывался необходимостью держать в узде многочисленную и влиятельную в городе профранцузскую партию.

### Кампания 1694 года
1 февраля 1694 умер князь-епископ Элдерен и Церклас использовал все свое влияние для поддержки кандидатуры Йозефа Клеменса Баварского, брата курфюрста Макса Эмануэля, избранного на Льежскую кафедру 20 апреля. Вступивший в должность 25 октября, новый правитель подтвердил полномочия Тилли и с согласия капитула назначил его в состав своего Военного совета, а также Тайного совета.
В середине июня 1694 армия дофина и Люксембурга, сконцентрированная между Самброй и Маасом, перешла Самбру с внушительным осадным парком и двинулась через Жилли и Жамблу на Сен-Трон и Тонгерен с намерением подвергнуть бомбардировке Маастрихт и Льеж. Наличие сильного гарнизона в первом, и сорок батальонов, собранных Церкласом во втором, заставили французов изменить планы и расположить армию по берегу Меени на равнине Сент-Круа, имея слева Юи и отряд д'Аркура на другом берегу Мааса. Вильгельм встал напротив, расположив правое крыло своей армии на другом берегу Меени, у Тавье, а левое близ Жодуаня.
Церклас получил приказ выйти из Льежских линий с частью войск и встать лагерем перед цитаделью, у часовни Сент-Барб, что позволяло противодействовать вражеским фуражирам, с которыми командующий имел несколько удачных встреч, особенно в деле 10 августа у Момаль-Оте, в котором он участвовал лично. Голландскому фельдмаршалу герцогу Гольштейн-Плёнскому было поручено осадить Юи. Церклас, назначенный вторым командующим, 15 сентября выступил с льежской и частью бранденбургской кавалерии, и в полдень обложил крепость. Осадный корпус, состоявший из льежцев, голландцев и бранденбуржцев, на следующий день начал осадные работы. Юи капитулировал 17-го, гарнизон укрылся в замке и фортах. 24-го, после четырёхдневного обстрела, были взяты штурмом форты Руж и Пикар, а замок принужден к сдаче 28-го. После этого бранденбургская пехота вернулась за Урт, кавалерия была послана в набег на Люксембург, а льежские и голландские батальоны остались под Юи на время восстановления укреплений, после чего семь льежских, два голландских и два бранденбургских батальона встали там гарнизоном.

### Окончание войны
В 1695 году Церклас участвовал в осаде Намюра в качестве второго командующего корпуса прикрытия, возглавленного баварским курфюрстом. После взятия города 5 сентября войска были отведены на зимние квартиры. В мае-октябре 1696 он находился в составе Брабантской армии, действовавшей на Маасе против частей Буфлера.
23 мая 1697 Тилли, выступивший 17-го с льежской и кельнской кавалерией, присоединился к армии принца де Водемона. На следующий день она соединилась с армией курфюрста баварского, имея целью освобождение Ата, обложенного частями маршала Катина. 31-го армии снова разделились и Церклас возглавил кавалерию Макса Эмануэля. 10 июня он был вызван в Брюссель королем, намеревавшимся поручить Альберу-Октаву командование третьей армией, которую планировалось сформировать специально для защиты столицы, которой угрожал Буфлер, но подписание в октябре Рисвикского мира прекратило военные действия.

## Война за Испанское наследство

### Действия в Нидерландах
Вернувшись на испанскую службу, Церклас 18 июля 1698 был произведен в генерал-кампмейстеры. Унаследовав корону Испании, Филипп Анжуйский отправился в свои пиренейские владения, а подчинение Нидерландов оставил своему деду Людовику XIV. Церкласу, поддержавшему новый режим, было поручено ввести в Монс французские части, из предосторожности названные «вспомогательными войсками Бургундского округа».
18 апреля 1701 маршал Буфлер был назначен главнокомандующим франко-испанскими войсками в Нидерландах. 21-го в Генте он встретился с маркизом Бедмаром , исполнявшим обязанности штатгальтера и генерал-капитана после отъезда курфюрста Баварского. Испанца сопровождали генерал-кампмейстер Церклас, генерал артиллерии герцог ди Бизачча и генеральный казначей Бергейк. Было решено привести в состояние обороны крепости в четырёхугольнике Брюгге — область Вас — Брабант — Гелдерн.
Церклас совершил поездки в Бонн и Льеж, постаравшись привлечь их на сторону Франции, и содействовал вводу туда французских войск. В награду 7 сентября 1701 он был назначен капитаном 1-й из пяти валлонских пехотных рот, созданных Карлом V, и которую обычно возглавлял представитель дома Бюкуа (прежний командир князь де Лонгваль остался верен Габсбургам). 2 мая 1702 он был пожалован в рыцари ордена Золотого руна; орденскую цепь получил 21 октября из рук князя ван Берга, губернатора Брюсселя.
После начала военных действий Церклас с 12 батальонами и 12 эскадронами был назначен прикрывать Льеж и противодействовать сильному гарнизону Маастрихта. 10 мая 1702 небольшой отряд бригадира Тронье, выступивший из Маастрихта с намерением напасть на Намюр, овладел Юи. На следующий день Церклас вернул город, но догнать отступивших голландцев не смог. Армия союзников под командованием герцога Мальборо наступала с севера и французам герцога Бургундского пришлось отступить в Брабант. Церклас принял участие в обороне провинции, но положение продолжало ухудшаться. Под угрозой оказались Брюссель и Льеж, который союзники собирались занять после взятия Венло и Рурмонда. Буфлер собирался обороняться при помощи линий Кухорна, но на их восстановление не оставалось времени. После консультаций с Людовиком 2 октября было решено пожертвовать Льежем, стянув все силы для обороны Брабанта. 13-го войска Мальборо подошли к городу, Церклас едва сумел уйти из окружения, и 25-го соединился с основными силами в Жандрене на Мееньских линиях. 9 ноября войска ушли на зимние квартиры.
В 1703 году главнокомандующим стал маршал Вильруа, 16 мая поручивший Церкласу отряд из шести батальонов и одиннадцати эскадронов, с которым тот должен был поддерживать Бедмара, оборонявшего северную границу от моря до Мааса. 4 июня перешёл в прямое подчинение Бедмару в виду угрозы со стороны противника, группировавшегося в генералитетском Статс-Брабанте. Получив подкрепления, приведенные Буфлером, Церклас внес вклад в победу 30 июня в битве при Экерене, где его кельнские эскадроны отличились в схватке с частями его брата Клода де Тилли. В августе под командованием Вильруа и Буфлера участвовал в обороне Юи, а затем был вызван в Испанию в качестве второго командующего.

### Португальская кампания
В начале сентября выехал из Брюсселя, был принят французским королем в Версале и 30-го прибыл в Мадрид, где был встречен своим зятем маркизом де Каналесом, прежним послом в Лондоне, ставшим новым военным министром. Назначенный генерал-капитаном Эстремадуры, Церклас немедленно отправился в свою резиденцию в Бадахосе.
Война между Испанией и Португалией, в которой высадились англо-голландские войска, была неизбежной и испанское правительство формально объявило её 1 мая 1704. Задачей Церкласа было формирование на португальской границе армии, которую Филиппу предстояло возглавить лично, и которая должна была усилить 12-тысячный французский корпус Бервика, назначенного, как и Тилли, военным наставником юного суверена.
Военные операции, начатые в марте 1704 у Алькантары Бервиком и Церкласом, сильно замедлились из-за проливных дождей, шедших до конца апреля. В начале мая испанская армия вторглась на португальскую территорию четырьмя колоннами. Две основные формировали Эстремадурскую армию: первую из них, собранную в Пласенсии, 11 мая возглавил король при фактическом командовании Бервика, второй, выступившей из Бадахоса на Альбукерке, командовал Церклас. Две вспомогательные шли из Андалусии и Галисии под командованием генерал-капитанов этих провинций маркиза де Вильядарьяса и герцога де Ихара.
Выступив 7 мая из Альбукерке, Церклас стал лагерем между Порту-Алегри и Ароншишем, который он обложил и заставил сдаться. 5—6 июня он соединился с королевской армией у Порту-Алегри, который был взят 6-го. 10 июня войска подошли к Каштелу-ди-Види, осаждать который был оставлен Вильядарьяс. К началу лета операции прекратились, взятые крепости были срыты, большая часть войск отправлена отдыхать. Церклас оставался в Португалии до 15 июля, контролируя снос крепостей и вывоз награбленного.
Движение португальской армии маркиза дас Минаса из района Пена-Мокоса к Алдао-да-Понти заставило Бервика собрать войска для наблюдения района Каштелу-Родригу и 26 июля продвинуться до Алмейды. Церклас и Вильядарьяс направили ему подкрепления, что вынудило дас Минаса отступить к Оливенсе, а затем рассредоточить войска. Операции возобновились в середине сентября по инициативе португальцев, сконцентрировавших силы у Алмейды, где находились король, эрцгерцог Карлос и генералы союзников. Бервик и Церклас приготовились к обороне Сьюдад-Родриго, который был ключом к Кастилии, но португальцы ограничились демонстрацией в этом направлении, продолжавшейся до 9 октября, и 15-го вернулись на свою территорию. В конце ноября Церклас был вызван ко двору, где получил капитанство над фламандской ротой королевской гвардии, сформированной 1 января 1705, а на посту генерал-капитана Эстремадуры его сменил маркиз де Бей, также прибывший из Нидерландов.

### Кампании в Арагоне и Каталонии
22 июня 1705 Церклас, имевший большое влияние на Филиппа, был возведен в достоинство гранда Испании 1-го класса, а в октябре назначен на должность генерал-капитана Арагона, которая приобрела особенное значение из-за начавшегося в Каталонии легитимистского восстания. Перед ним стояла двойная задача: непосредственная борьба с мятежниками и формирование армии, с которой Филипп собирался выступить против своего соперника.
Покинув Мадрид 27 сентября, Тилли немедленно развернул мелкие операции с целью отодвинуть повстанцев от границы Арагона, направив силы к Альканьису, Каспе, Батее, которые противнику пришлось оставить, и отвоевав Фрагу. Накануне намеченного крупного похода в королевство Валенсию, где каталонцы захватили Гандию и Оливу, он был снова отозван в Мадрид, а собранную армию в феврале следующего года возглавил сам король.
Во время предпринятой Филиппом неудачной кампании 1706 года Церклас был назначен вице-королем Наварры и, располагая весьма ограниченными силами, обеспечил безопасность границы с Арагоном, перешедшим под контроль союзников. Вместе с бароном де Легалем он сформировал под Туделой армейский корпус, предназначенный для действий в Арагоне и в конце апреля 1707 возглавленный герцогом Орлеанским. Назначенный в октябре 1709 генерал-капитаном Арагона, Церклас 12 марта 1710 стал командующим Арагонской и Валенсийской армий, формально возглавлявшихся королем, участвовал в делах под Балагером, Альменарой и в битве при Сарагосе, закончившейся сокрушительным поражением бурбонской армии. После разгрома сумел собрать остатки разбитых частей и привел их к маркизу де Бею, принявшему командование Каталонской армией.
После побед при Бриуэге и Вильявисьосе, позволивших Филиппу с триумфом вступить в Сарагосу, Церклас был утвержден в должности генерал-капитана Арагона, к которой были добавлены аналогичные посты в Валенсии и Каталонии, а кроме этого он возглавил финансовую хунту Арагона.
10 июня 1712, после смерти герцога Вандомского, возглавлявшего все франко-испанские войска на северо-востоке Пиренейского полуострова, Церклас был назначен главнокомандующим королевскими войсками в Арагоне, Валенсии и Каталонии. Располагая 50—60 батальонами и сходным числом эскадронов, он приготовился к наступлению, но в сентябре было объявлено перемирие между Францией, Испанией и Англией, после чего операции были остановлены, а Каталонская армия 17 ноября отправлена на зимние квартиры. 24 ноября Тилли со штабом вернулся в Сарагосу, но уже 29-го получил королевский приказ о возобновлении военных действий совместно с Бервиком, который вел из Руссильона в Ампурдан французскую армию силой в 50 батальонов и 45 эскадронов. Отпраздновав свадьбу со своей племянницей, Церклас 21 декабря выступил к Тортосе на соединение с французами.
Под Тортосой собралась франко-испанская армия, состоявшая из двадцати двух батальонов и двадцати пяти — тридцати эскадронов, и готовая к наступлению через Таррагонскую равнину; ещё один франко-испанский корпус силой в двенадцать — четырнадцать батальонов и двадцать эскадронов, стянутых из гарнизонов Лериды, Фраги и Балагера, под командованием маркиза ди Чева-Гримальди, должен был наступать через Монблан на Серверу.
1 января 1713 Церклас переправился через Эбро с двадцатью шестью батальонами и тридцатью двумя эскадронами, вышедшими затем на Таррагонскую равнину. Сам он остался в Тортосе, поддерживая связь с Бервиком, руководившим войсками, но уже в январе герцог был отозван в Париж, а войска были отправлены на зимние квартиры. Затем стало известно о подписании Утрехтского мира и 19 марта императрица Елизавета Кристина морем отбыла из Барселоны. Командовавший австрийскими войсками граф фон Штаремберг подтвердил Церкласу решение о сдаче столицы Каталонии и король назначил герцога ди Пополи принять власть в городе. Церклас протестовал, был вызван в Мадрид, после чего Пополи все же был послан в Барселону, а генерал-капитан Арагона должен был оказывать ему содействие. Эти споры привели к тому, что австрийцы покинули Барселону, не дождавшись королевского уполномоченного, и город поднял антибурбонское восстание. В окончательном усмирении Каталонии и осаде Барселоны Церклас непосредственно не участвовал, а в середине октября 1714 был сменен на посту наместника Арагона маркизом де Вальдеканьясом и сосредоточился на управлении Каталонией.
Умер в Барселоне после длительной болезни. Был погребен в Памплоне, а сердце перевезено в Тилли и 22 ноября 1715 торжественно помещено в родовой усыпальнице.

## Семья
1-я жена (23.02.1676): Мари-Мадлен Водрю де Лонгваль (1651 или 1656—1679), графиня де Бюкуа, канонисса в Монсе, дочь Шарля-Альбера де Лонгваля, графа де Бюкуа, и Мари-Гийеметты-Филиппины де Крой-Сольр
Дети:
- Тома-Доминик-Мартен
- Антуан-Иньяс
- Мари-Мадлен-Франсуаза (ум. 2.01.1700), канонисса в Монсе. Муж (30.01.1696): Шарль де Шабо, граф де Сен-Морис, главный конюший курфюрста Кельнского

2-я жена (4.08.1712, по доверенности, 12.12.1712, Сарагоса): графиня Мари-Мадлен-Тереза Церклас де Тилли (6.08.1673—16.08.1727), дочь его брата графа Антуана-Иньяса Церкласа де Тилли и Йоханны Урсулы ван Иммерсел. Брак бездетный
От связи с Александриной-Жозефой де Бак, дочерью его сослуживца по пехотному полку капитана Гийома-Франсуа де Бака была дочь:
- Альбертина-Жозефа (24.07.1703—1765). Муж: Хосе Руис де Кастро, советник короля Испании

После смерти Альбера-Октава Александрина-Жозефа де Бак заявила, что сочеталась с ним в 1702 году законным браком и стала претендовать на наследство, положив начало тяжбе, продлившейся до конца XVIII века.